# Lavoisier (cráter)

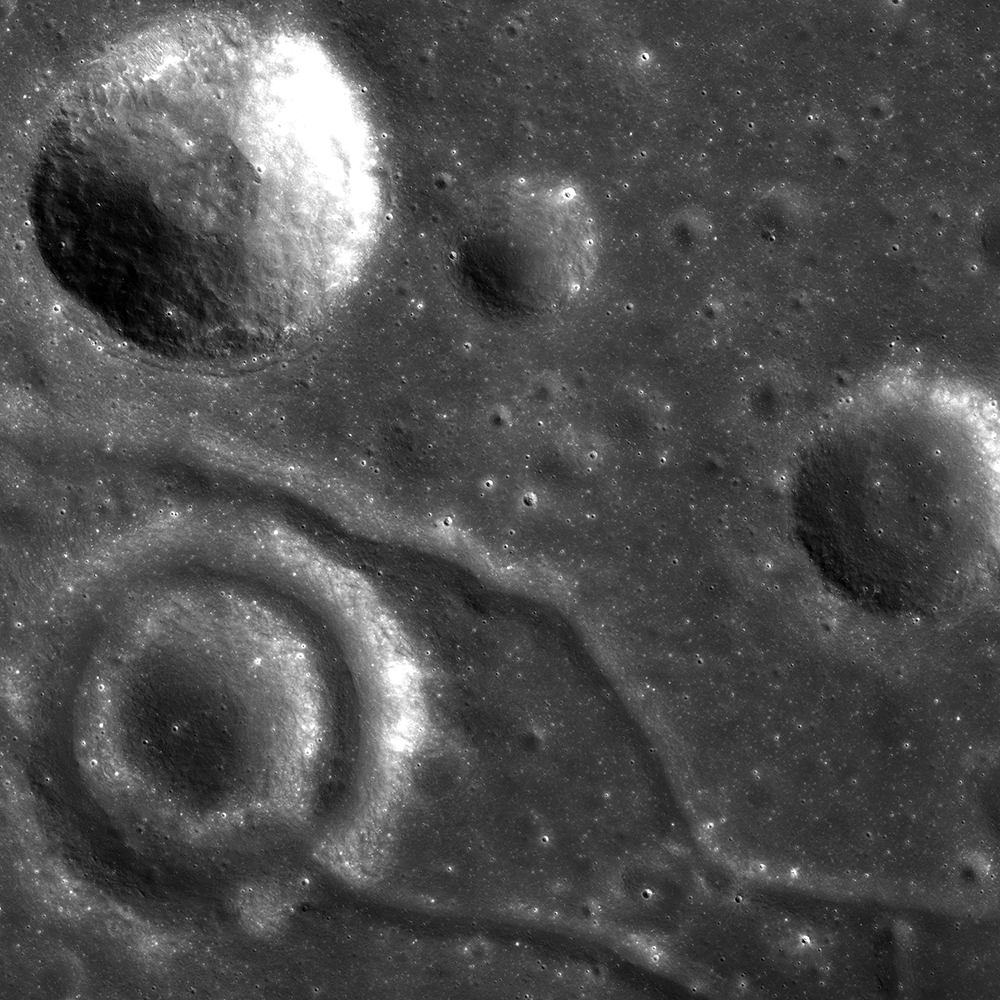
Fotografía de la misión Lunar Reconnaissance Orbiter

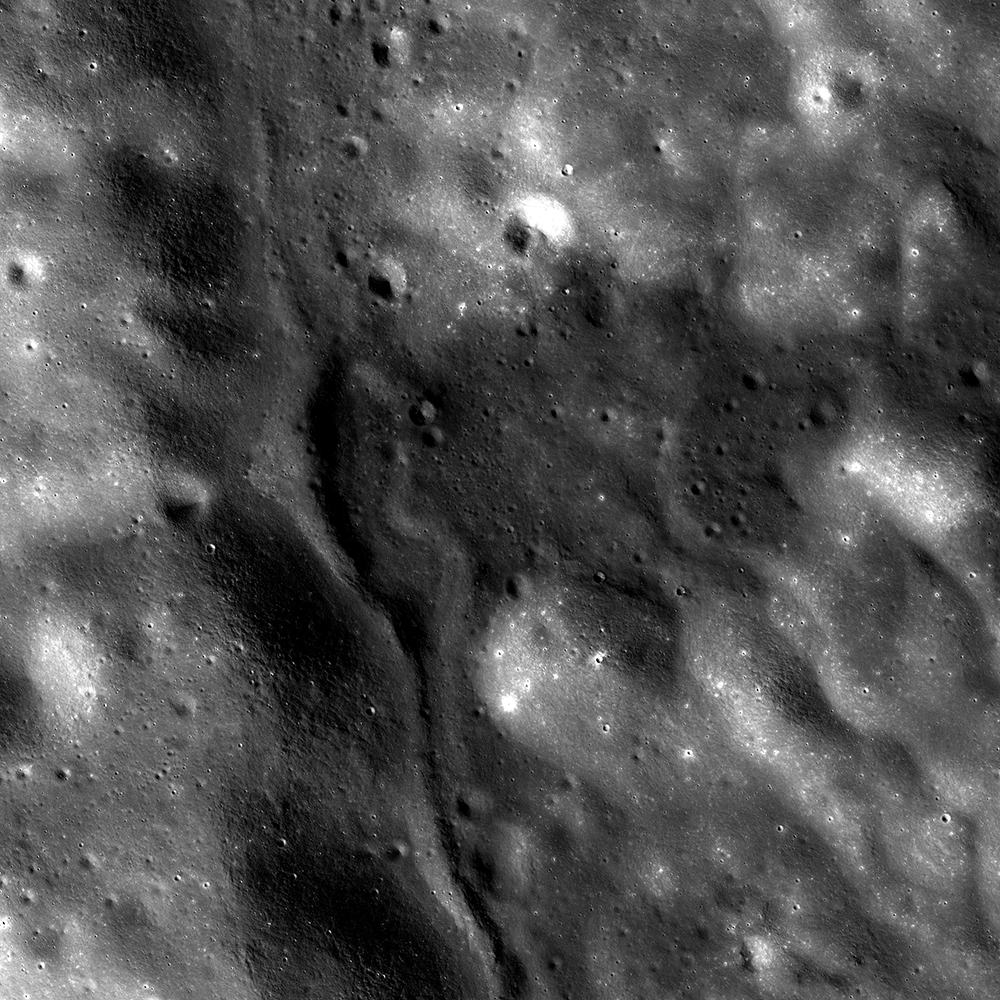
Fotografía de la misión Lunar Reconnaissance Orbiter

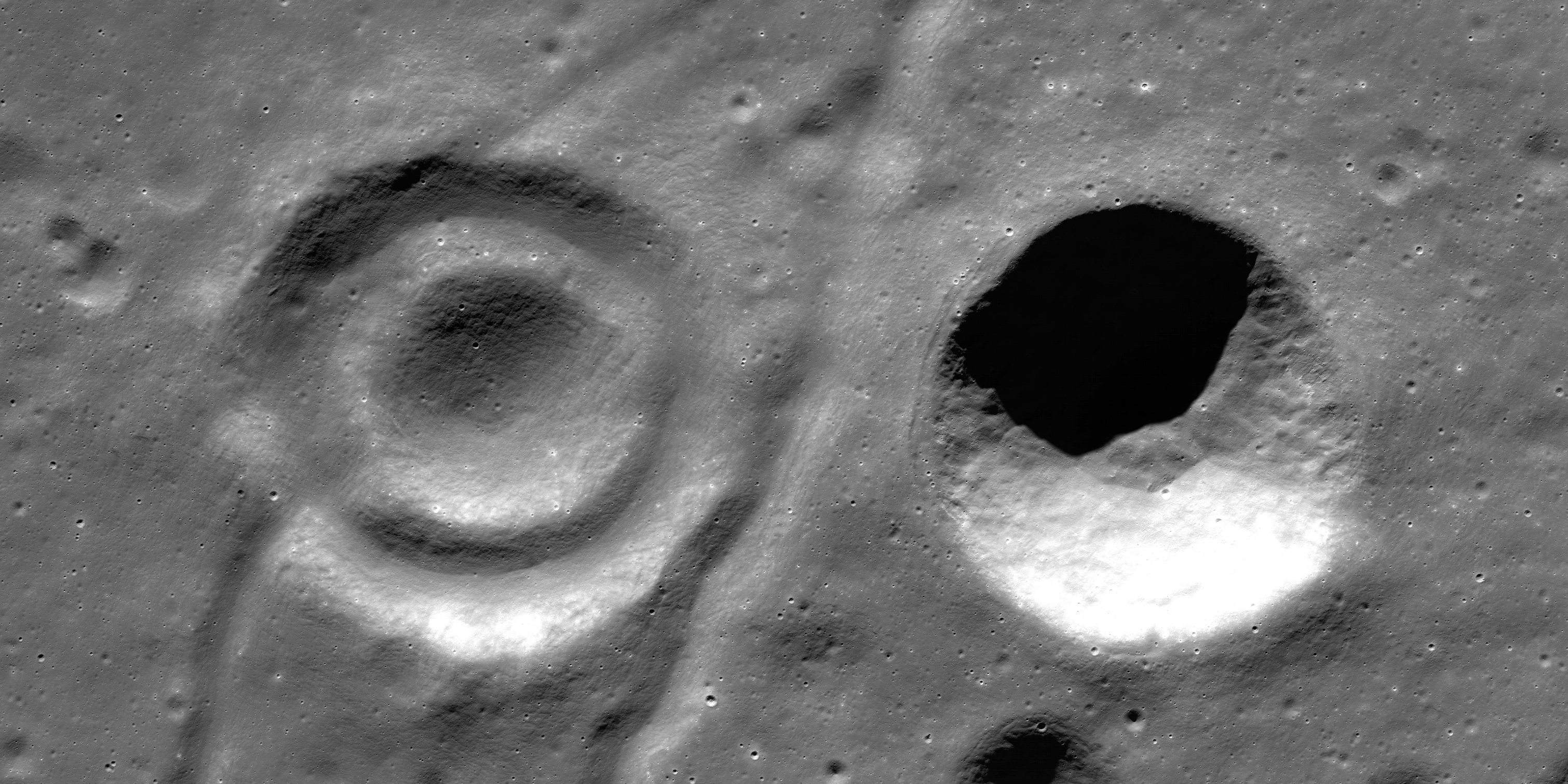
Cráter concéntrico y cráter normal en Lavoisier

Lavoisier es un cráter de impacto que se encuentra cerca de la extremidad noroeste de la Luna, en el borde occidental del Oceanus Procellarum, al suroeste del cráter von Braun y al sureste de Bunsen. Al sur de Lavoisier se halla el cráter desintegrado Ulugh Beigh.
|  |

Se trata de una formación de cráteres desgastados con varios pequeños impactos unidos al exterior del brocal. Lavoisier F es un cráter distorsionado que comparte un borde común en el lado sureste de Lavoisier. El borde sur se extiende hacia el exterior, y es superpuesto por el pequeño cráter Lavoisier W. Lavoisier S es un cráter desgastado unido al borde noroeste del cráter principal. También aparecen un par de pequeños cráteres en el borde exterior oriental y otro pequeño cráter que interrumpe el brocal en su lado norte.
El interior de este cráter de suelo fracturado es notable por la cresta curva paralela a la pared interior noroeste. El resto de esta forma circular se puede trazar a través del interior por un patrón intermitente sobre la superficie de albedo inferior que es concéntrico con la pared interior. También muestra varias grietas que marcan la superficie interior, particularmente en los bordes exteriores. Al norte del centro de la plataforma se localiza un triplete de pequeños cráteres, con varios otros pequeños cráteres marcando la superficie interior.

## Cráteres satélite
Por convención estos elementos son identificados en los mapas lunares poniendo la letra en el lado del punto medio del cráter que está más cercano a Lavoisier.
|           | \| Lavoisier \| Coordenadas \| Diámetro \| \| --------- \| ----------------------------- \| -------- \| \| A \| 36°54′N 73°12′O / 36.9, -73.2 \| 28 km \| \| B \| 39°48′N 79°42′O / 39.8, -79.7 \| 25 km \| \| C \| 35°48′N 76°42′O / 35.8, -76.7 \| 35 km \| \| E \| 40°54′N 80°24′O / 40.9, -80.4 \| 49 km \| \| F \| 37°06′N 80°30′O / 37.1, -80.5 \| 33 km \| \| G \| 37°18′N 85°42′O / 37.3, -85.7 \| 19 km \| \| H \| 38°18′N 78°48′O / 38.3, -78.8 \| 29 km \| \| J \| 37°30′N 86°30′O / 37.5, -86.5 \| 22 km \| \| K \| 39°42′N 74°24′O / 39.7, -74.4 \| 7 km \| \| L \| 39°42′N 75°00′O / 39.7, -75.0 \| 6 km \| \| N \| 41°54′N 82°24′O / 41.9, -82.4 \| 24 km \| \| S \| 39°06′N 83°06′O / 39.1, -83.1 \| 24 km \| \| T \| 36°30′N 76°36′O / 36.5, -76.6 \| 19 km \| \| W \| 36°54′N 81°48′O / 36.9, -81.8 \| 16 km \| \| Z \| 36°06′N 86°12′O / 36.1, -86.2 \| 12 km \| |          |
| Lavoisier | Coordenadas | Diámetro |
| A         | 36°54′N 73°12′O / 36.9, -73.2 | 28 km    |
| B         | 39°48′N 79°42′O / 39.8, -79.7 | 25 km    |
| C         | 35°48′N 76°42′O / 35.8, -76.7 | 35 km    |
| E         | 40°54′N 80°24′O / 40.9, -80.4 | 49 km    |
| F         | 37°06′N 80°30′O / 37.1, -80.5 | 33 km    |
| G         | 37°18′N 85°42′O / 37.3, -85.7 | 19 km    |
| H         | 38°18′N 78°48′O / 38.3, -78.8 | 29 km    |
| J         | 37°30′N 86°30′O / 37.5, -86.5 | 22 km    |
| K         | 39°42′N 74°24′O / 39.7, -74.4 | 7 km     |
| L         | 39°42′N 75°00′O / 39.7, -75.0 | 6 km     |
| N         | 41°54′N 82°24′O / 41.9, -82.4 | 24 km    |
| S         | 39°06′N 83°06′O / 39.1, -83.1 | 24 km    |
| T         | 36°30′N 76°36′O / 36.5, -76.6 | 19 km    |
| W         | 36°54′N 81°48′O / 36.9, -81.8 | 16 km    |
| Z         | 36°06′N 86°12′O / 36.1, -86.2 | 12 km    |

Los siguientes cráteres han sido renombrados por la UAI:
- Lavoisier D - Véase von Braun (cráter).

| - Lavoisier A, este de Lavoisier - Lavoisier B (pequeño) y E (grande), norte de Lavoisier - Lavoisier C (grande) y T (pequeño), este de Lavoisier - Lavoisier H, este de Lavoisier |